# Lema
Lema là một chi bọ cánh cứng trong họ Chrysomelidae.
Chi này được miêu tả khoa học năm 1798 bởi Fabricius.

## Các loài
Các loài trong chi này gồm:
- Lema adunata (White, 1993)
- Lema aethiopica Medvedev, 2000
- Lema bopeng Mohamedsaid, 2002
- Lema borboniae Jolivet, 1979
- Lema caerulescens Kimoto & Gressitt, 1979
- Lema cambodiae Kimoto & Gressitt, 1979
- Lema cordata (White, 1993)
- Lema cyanella Linnaeus, 1758
- Lema danumensis Mohamedsaid, 1993
- Lema eichleri Borowiec, 1984
- Lema enigmatica Kimoto & Gressitt, 1979
- Lema eroshkinae Medvedev & Sprecher-Uebersax, 1999
- Lema indicola Takizawa & Basu, 1987
- Lema kabakovi Medvedev, 1985
- Lema keralensis Medvedev, 2001
- Lema kimotoi Medvedev & Sprecher-Uebersax, 1999
- Lema laotica Medvedev, 2004
- Lema maderensis White, 1993
- Lema malaysiensis Mohamedsaid, 1990
- Lema melanofrons White, 1993
- Lema michioi Suzuki, 2005
- Lema miyatakei Kimoto & Gressitt, 1979
- Lema molek Mohamedsaid, 2002
- Lema morimotoi Kimoto & Gressitt, 1979
- Lema nepalica Medvedev, 2003
- Lema nigricollis Medvedev, 2000
- Lema omukama Silfverberg, 1999
- Lema ovalis (White, 1993)
- Lema quadriguttata (White, 1993)
- Lema raychaudhurii Takizawa, 1984
- Lema rondoniana Kimoto & Gressitt, 1979
- Lema satoi Komiya, 2003
- Lema shapaensis Medvedev, 1985
- Lema slipinskii Borowiec, 1984
- Lema spenceri Kimoto & Gressitt, 1979
- Lema thinhi Medvedev, 1985
- Lema wanati Borowiec, 1984
- Lema witoldi Borowiec, 1984